# George Dunton Widener
George Dunton Widener (Filadelfia, 16 giugno 1861 – Oceano Atlantico, 15 aprile 1912) è stato un imprenditore statunitense, membro della ricca famiglia Widener di Filadelfia.

## Biografia
George nacque nel 1861 da Peter Arrell Brown Widener (1834-1915), ricco magnate dell'industria tranviaria statunitense, e Hannah Josephine Dunton (1836-1896). Il padre Peter era il cofondatore della Philadelphia Traction Company, di cui George divenne il gestore dopo la morte del fratello maggiore Harry. George era anche direttore della Pennsylvania Academy of the Fine Arts.
Nel 1883 sposò Eleanor Elkins, figlia del socio del padre, William Lukens Elkins. La coppia avrà tre figli: Harry Elkins Widener (1885-1912), George Dunton Widener Jr. (1889-1971) e Eleanor Widener Dixon (1891-1953).
Nel 1912 i signori Widener ed il figlio Harry andarono a Parigi con lo scopo di trovare un cuoco per il loro nuovo ristorante a Filadelfia, il Ritz Carlton. Per tornare in America prenotarono due cabine di prima classe sul RMS Titanic, la C-80 e la C-82. Assieme a loro viaggiarono il servitore del signor Widener, Edwin Keeping, e la cameriera della signora, Amalie Gieger.
Il pomeriggio del 14 aprile George e Eleanor stavano conversando sul ponte con Joseph Bruce Ismay, amministratore delegato della White Star Line, quando il comandante Edward Smith li interruppe porgendo ad Ismay un messaggio di avvistamento di iceberg sulla loro rotta, il quale lo mise in tasca. Questo famigerato messaggio rimarrà nelle mani di Ismay sino alle 19:15, quando verrà affisso nella bacheca della sala di comando .
La sera dello stesso giorno gli Widener organizzarono un brillante ricevimento nel salone del ristorante alla carta. A questa cena vennero invitati il maggiore Archibald Butt, William e Lucile Carter, John e Marian Thayer e lo stesso comandante Smith. Finita la cena, le signore ritornarono nelle proprie cabine, mentre gli uomini (eccetto il capitano) si diressero nella sala fumatori di prima classe, dove rimasero sino al momento della collisione con il famigerato iceberg .
Gli Widener si diressero poi sul ponte, dove Eleanor e la cameriera vennero imbarcate sulla lancia numero 4. George fu visto per l'ultima volta conversare con John Thayer e Charles Duane Williams dal colonnello Archibald Gracie. Lui, Harry ed il servitore perirono nella tragedia. Il corpo di George, se recuperato, non fu mai identificato.

## Nella cultura di massa
George Widener fu interpretato dall'attore Guy Standing, Jr. nel film Titanic del 1953.